# Schwimmweltmeisterschaften 2023
| Medaillenspiegel | Medaillenspiegel   | Medaillenspiegel | Medaillenspiegel | Medaillenspiegel | Medaillenspiegel |
| Platz            | Land               | G                | S                | B                | Gesamt           |
| ---------------- | ------------------ | ---------------- | ---------------- | ---------------- | ---------------- |
| 1                | China              | 20               | 8                | 12               | 40               |
| 2                | Australien         | 15               | 9                | 6                | 30               |
| 3                | Vereinigte Staaten | 7                | 22               | 15               | 44               |
| 4                | Japan              | 4                | 1                | 5                | 10               |
| 5                | Frankreich         | 4                | —                | 4                | 8                |
| 6                | Deutschland        | 4                | —                | 3                | 7                |
| 7                | Spanien            | 3                | 2                | 4                | 9                |
| 8                | Italien            | 2                | 7                | 5                | 13               |
| 9                | Großbritannien     | 2                | 5                | 5                | 12               |
| 10               | Kanada             | 2                | 3                | 5                | 10               |
| 11               | Ungarn             | 2                | 2                | —                | 4                |
| 12               | Tunesien           | 2                | 1                | —                | 3                |
| 13               | Litauen            | 2                | —                | —                | 2                |
| 13               | Schweden           | 2                | —                | —                | 2                |
| 15               | Niederlande        | 1                | 2                | 2                | 5                |
| 16               | Österreich         | 1                | 2                | —                | 3                |
| 17               | Rumänien           | 1                | 1                | —                | 2                |
| 17               | Südafrika          | 1                | 1                | —                | 2                |
| 19               | Mexiko             | —                | 5                | 2                | 7                |
| 20               | Ukraine            | —                | 1                | 1                | 2                |
| 21               | Griechenland       | —                | 1                | —                | 1                |
| 21               | Hongkong           | —                | 1                | —                | 1                |
| 21               | Kolumbien          | —                | 1                | —                | 1                |
| 21               | Polen              | —                | 1                | —                | 1                |
| 21               | Portugal           | —                | 1                | —                | 1                |
| 26               | Brasilien          | —                | —                | 1                | 1                |
| 26               | Kasachstan         | —                | —                | 1                | 1                |
| 26               | Neuseeland         | —                | —                | 1                | 1                |
| 26               | Schweiz            | —                | —                | 1                | 1                |
| 26               | Südkorea           | —                | —                | 1                | 1                |
| Gesamt           | Gesamt             | 75               | 77               | 74               | 226              |

Die 20. Schwimmweltmeisterschaften fanden vom 14. bis zum 30. Juli 2023 in der japanischen Stadt Fukuoka statt. Die Terminierung hatte der Schwimmweltverband FINA Anfang Februar 2022 bekanntgegeben. Die Verlegung von 2021 auf 2023 gründete in der COVID-19-Pandemie.
Russische Sportler waren auf Grund des Angriffskriegs in der Ukraine weiterhin von der Teilnahme an internationalen Wettkämpfen ausgeschlossen und durften nicht starten.
Im Rahmen der Wettbewerbe wurden neun neue Weltrekorde aufgestellt. 
Nach den Schwimmweltmeisterschaften 2001 war Fukuoka zum zweiten Mal Austragungsort der Welttitelkämpfe.

## Ergebnisse Beckenschwimmen

### Männer

#### 50 m Freistil
| Platz | Land | Athlet             | Zeit    |
| ----- | ---- | ------------------ | ------- |
| 1     | AUS  | Cameron McEvoy     | 21,06 s |
| 2     | USA  | Jack Alexy         | 21,57 s |
| 3     | GBR  | Benjamin Proud     | 21,58 s |
| 4     | AUS  | Isaac Cooper       | 21,70 s |
| 5     | USA  | Ryan Held          | 21,72 s |
| 6     | CAY  | Jordan Crooks      | 21,73 s |
| 7     | GRE  | Kristian Gkolomeev | 21,82 s |
| 8     | ITA  | Leonardo Deplano   | 21,92 s |

#### 100 m Freistil
| Platz | Land | Athlet           | Zeit         |
| ----- | ---- | ---------------- | ------------ |
| 1     | AUS  | Kyle Chalmers    | 47,15 s      |
| 2     | USA  | Jack Alexy       | 47,31 s      |
| 3     | FRA  | Maxime Grousset  | 47,42 s      |
| 4     | CHN  | Pan Zhanle       | 47,43 s (AS) |
| 5     | GBR  | Matthew Richards | 47,45 s      |
| 6     | ROU  | David Popovici   | 47,83 s      |
| 7     | CAY  | Jordan Crooks    | 47,94 s      |
| 8     | HUN  | Nándor Németh    | 48,17 s      |

#### 200 m Freistil
| Platz | Land | Athlet           | Zeit        |
| ----- | ---- | ---------------- | ----------- |
| 1     | GBR  | Matthew Richards | 1:44,30 min |
| 2     | GBR  | Tom Dean         | 1:44,32 min |
| 3     | KOR  | Hwang Sun-woo    | 1:44,42 min |
| 4     | ROU  | David Popovici   | 1:44,90 min |
| 5     | USA  | Luke Hobson      | 1:45,09 min |
| 6     | KOR  | Lee Ho-joon      | 1:46,04 min |
| 7     | USA  | Kieran Smith     | 1:46,10 min |
| 8     | AUT  | Felix Auböck     | 1:46,40 min |

#### 400 m Freistil
| Platz | Land | Athlet            | Zeit        |
| ----- | ---- | ----------------- | ----------- |
| 1     | AUS  | Samuel Short      | 3:40,68 min |
| 2     | TUN  | Ahmed Hafnaoui    | 3:40,70 min |
| 3     | GER  | Lukas Märtens     | 3:42,20 min |
| 4     | BRA  | Guilherme Costa   | 3:43,58 min |
| 5     | KOR  | Kim Woo-min       | 3:43,92 min |
| 6     | SUI  | Antonio Djakovic  | 3:44,22 min |
| 7     | AUS  | Elijah Winnington | 3:44,26 min |
| 8     | AUT  | Felix Auböck      | 3:44,33 min |

#### 800 m Freistil
| Platz | Land | Athlet               | Zeit             |
| ----- | ---- | -------------------- | ---------------- |
| 1     | TUN  | Ahmed Hafnaoui       | 7:37,00 min      |
| 2     | AUS  | Samuel Short         | 7:37,76 min (OC) |
| 3     | USA  | Robert Finke         | 7:38,67 min (AM) |
| 4     | IRL  | Daniel Wiffen        | 7:39,19 min (ER) |
| 5     | GER  | Lukas Märtens        | 7:39,48 min      |
| 6     | UKR  | Mychajlo Romantschuk | 7:43,08 min      |
| 7     | BRA  | Guilherme Costa      | 7:47,26 min      |
| 8     | ITA  | Gregorio Paltrinieri | 7:53,68 min      |

#### 1500 m Freistil
| Platz | Land | Athlet               | Zeit                  |
| ----- | ---- | -------------------- | --------------------- |
| 1     | TUN  | Ahmed Hafnaoui       | 14:31,54 min (AF, CR) |
| 2     | USA  | Robert Finke         | 14:31,59 min (AM)     |
| 3     | AUS  | Samuel Short         | 14:37,28 min          |
| 4     | IRL  | Daniel Wiffen        | 14:43,01 min          |
| 5     | GER  | Lukas Märtens        | 14:44,51 min          |
| 6     | HUN  | Kristóf Rasovszky    | 14:51,46 min          |
| 7     | UKR  | Mychajlo Romantschuk | 14:53,21 min          |
| 8     | FRA  | David Aubry          | 14:56,63 min          |

#### 50 m Rücken
| Platz | Land | Athlet             | Zeit    |
| ----- | ---- | ------------------ | ------- |
| 1     | USA  | Hunter Armstrong   | 24,05 s |
| 2     | USA  | Justin Ress        | 24,24 s |
| 3     | CHN  | Xu Jiayu           | 24,50 s |
| 4     | POL  | Ksawery Masiuk     | 24,57 s |
| 5     | ITA  | Thomas Ceccon      | 24,58 s |
| 6     | GRE  | Apostolos Christou | 24,60 s |
| 7     | NZL  | Andrew Jeffcoat    | 24,66 s |
| 8     | GER  | Ole Braunschweig   | 24,93 s |

#### 100 m Rücken
| Platz | Land | Athlet               | Zeit    |
| ----- | ---- | -------------------- | ------- |
| 1     | USA  | Ryan Murphy          | 52,22 s |
| 2     | ITA  | Thomas Ceccon        | 52,27 s |
| 3     | USA  | Hunter Armstrong     | 52,58 s |
| 4     | CHN  | Xu Jiayu             | 52,64 s |
| 5     | FRA  | Yohann Ndoye-Brouard | 52,84 s |
| 6     | POL  | Ksawery Masiuk       | 52,92 s |
| 7     | HUN  | Hubert Kós           | 53,11 s |
| 8     | FRA  | Mewen Tomac          | 53,16 s |

#### 200 m Rücken
| Platz | Land | Athlet           | Zeit        |
| ----- | ---- | ---------------- | ----------- |
| 1     | HUN  | Hubert Kós       | 1:54,14 min |
| 2     | USA  | Ryan Murphy      | 1:54,83 min |
| 3     | SUI  | Roman Mityukov   | 1:55,34 min |
| 4     | FRA  | Mewen Tomac      | 1:55,79 min |
| 5     | HUN  | Benedek Kovács   | 1:55,85 min |
| 6     | AUS  | Bradley Woodward | 1:56,29 min |
| 7     | ESP  | Hugo González    | 1:56,33 min |
| 8     | JPN  | Daiki Yanagawa   | 1:58,75 min |

#### 50 m Brust
| Platz | Land | Athlet             | Zeit    |
| ----- | ---- | ------------------ | ------- |
| 1     | CHN  | Qin Haiyang        | 26,29 s |
| 2     | USA  | Nic Fink           | 26,59 s |
| 3     | CHN  | Sun Jiajun         | 26,79 s |
| 4     | AUS  | Sam Williamson     | 26,82 s |
| 5     | ITA  | Nicolò Martinenghi | 26,84 s |
| 6     | GER  | Lucas Matzerath    | 26,94 s |
| 7     | BRA  | João Gomes Júnior  | 26,97 s |
| 8     | SLO  | Peter John Stevens | 27,08 s |

#### 100 m Brust
| Platz | Land | Athlet              | Zeit         |
| ----- | ---- | ------------------- | ------------ |
| 1     | CHN  | Qin Haiyang         | 57,69 s (AS) |
| 2     | ITA  | Nicolò Martinenghi  | 58,72 s      |
| 2     | NED  | Arno Kamminga       | 58,72 s      |
| 2     | USA  | Nic Fink            | 58,72 s      |
| 5     | GER  | Lucas Matzerath     | 58,88 s      |
| 6     | CHN  | Yan Zibei           | 59,23 s      |
| 7     | USA  | Josh Matheny        | 59,45 s      |
| 8     | TUR  | Berkay Ömer Öğretir | 59,79 s      |

#### 200 m Brust
| Platz | Land | Athlet             | Zeit             |
| ----- | ---- | ------------------ | ---------------- |
| 1     | CHN  | Qin Haiyang        | 2:05,48 min (WR) |
| 2     | AUS  | Zac Stubblety-Cook | 2:06,40 min      |
| 3     | USA  | Matt Fallon        | 2:07,74 min      |
| 4     | CHN  | Dong Zhihao        | 2:08,04 min      |
| 5     | NED  | Caspar Corbeau     | 2:08,42 min      |
| 6     | JPN  | Ippei Watanabe     | 2:08,78 min      |
| 7     | ISL  | Anton McKee        | 2:09,50 min      |
| 8     | USA  | Josh Matheny       | 2:10,41 min      |

#### 50 m Schmetterling
| Platz | Land | Athlet              | Zeit    |
| ----- | ---- | ------------------- | ------- |
| 1     | ITA  | Thomas Ceccon       | 22,68 s |
| 2     | POR  | Diogo Matos Ribeiro | 22,80 s |
| 3     | FRA  | Maxime Grousset     | 22,82 s |
| 4     | GBR  | Jacob Peters        | 22,84 s |
| 5     | GBR  | Benjamin Proud      | 22,91 s |
| 6     | USA  | Dare Rose           | 23,01 s |
| 7     | AUT  | Simon Bucher        | 23,26 s |
| 8     | EGY  | Abdelrahman Sameh   | 23,34 s |

#### 100 m Schmetterling
| Platz | Land | Athlet              | Zeit    |
| ----- | ---- | ------------------- | ------- |
| 1     | FRA  | Maxime Grousset     | 50,14 s |
| 2     | CAN  | Joshua Liendo       | 50,34 s |
| 3     | USA  | Dare Rose           | 50,46 s |
| 4     | AUS  | Matthew Temple      | 50,81 s |
| 5     | NED  | Nyls Korstanje      | 51,05 s |
| 6     | JPN  | Katsuhiro Matsumoto | 51,20 s |
| 7     | SUI  | Noè Ponti           | 51,23 s |
| 8     | ISR  | Gal Cohen Groumi    | 51,32 s |

#### 200 m Schmetterling
| Platz | Land | Athlet                | Zeit        |
| ----- | ---- | --------------------- | ----------- |
| 1     | FRA  | Léon Marchand         | 1:52,43 min |
| 2     | POL  | Krzysztof Chmielewski | 1:53,62 min |
| 3     | JPN  | Tomoru Honda          | 1:53,66 min |
| 4     | USA  | Thomas Heilman        | 1:53,82 min |
| 4     | CAN  | Ilya Kharun           | 1:53,82 min |
| 6     | USA  | Carson Foster         | 1:54,74 min |
| 7     | HUN  | Richárd Márton        | 1:55,02 min |
| 8     | TPE  | Wang Kuan-Hung        | 1:55,43 min |

#### 200 m Lagen
| Platz | Land | Athlet        | Zeit             |
| ----- | ---- | ------------- | ---------------- |
| 1     | FRA  | Léon Marchand | 1:54,82 min (ER) |
| 2     | GBR  | Duncan Scott  | 1:55,95 min      |
| 3     | GBR  | Tom Dean      | 1:56,07 min      |
| 4     | USA  | Shaine Casas  | 1.56,35 min      |
| 5     | USA  | Carson Foster | 1:56,43 min      |
| 6     | JPN  | Daiya Seto    | 1:56,70 min      |
| 7     | ESP  | Hugo González | 1:57,37 min      |
| 8     | JPN  | So Ogata      | 1:57,82 min      |

#### 400 m Lagen
| Platz | Land | Athlet           | Zeit             |
| ----- | ---- | ---------------- | ---------------- |
| 1     | FRA  | Léon Marchand    | 4:02,50 min (WR) |
| 2     | USA  | Carson Foster    | 4:06,56 min      |
| 3     | JPN  | Daiya Seto       | 4:09,41 min      |
| 4     | USA  | Chase Kalisz     | 4:10,23 min      |
| 5     | AUS  | Brendon Smith    | 4:10,37 min      |
| 6     | NZL  | Lewis Clareburt  | 4:11,29 min      |
| 7     | ITA  | Alberto Razzetti | 4:11,73 min      |
| 8     | HUN  | Balázs Holló     | 4:13,36 min      |

#### 4 × 100 m Freistil
| Platz | Land | Athleten                                                          | Zeit             |
| ----- | ---- | ----------------------------------------------------------------- | ---------------- |
| 1     | AUS  | Jack Cartwright Flynn Southam Kai James Taylor Kyle Chalmers      | 3:10,16 min      |
| 2     | ITA  | Alessandro Miressi Manuel Frigo Lorenzo Zazzeri Thomas Ceccon     | 3:10,49 min      |
| 3     | USA  | Ryan Held Jack Alexy Chris Guiliano Matt King                     | 3:10,81 min      |
| 4     | CHN  | Pan Zhanle Chen Juner Wang Changhao Wang Haoyu                    | 3:11,38 min (AS) |
| 5     | CAN  | Joshua Liendo Ruslan Gaziev Finlay Knox Javier Acevedo            | 3:12,05 min      |
| 6     | BRA  | Marcelo Chierighini Guilherme Caribé Felipe Ribeiro Victor Alcará | 3:12,71 min      |
| 7     | ISR  | Tomer Frankel Denis Loktev Ron Polonsky Gal Cohen Groumi          | 3:14,53 min      |
| 8     | ESP  | Sergio de Celis Luis Domínguez Mario Mollá César Castro           | 3:14,64 min      |

#### 4 × 200 m Freistil
| Platz | Land | Athleten                                                           | Zeit        |
| ----- | ---- | ------------------------------------------------------------------ | ----------- |
| 1     | GBR  | Duncan Scott Matthew Richards James Guy Tom Dean                   | 6:59,08 min |
| 2     | USA  | Luke Hobson Carson Foster Jake Mitchell Kieran Smith               | 7:00,02 min |
| 3     | AUS  | Kai Taylor Kyle Chalmers Alexander Graham Thomas Neill             | 7:02,13 min |
| 4     | FRA  | Hadrien Salvan Wissam-Amazigh Yebba Enzo Tesic Léon Marchand       | 7:03,86 min |
| 5     | ITA  | Marco De Tullio Filippo Megli Matteo Ciampi Stefano Di Cola        | 7:03,95 min |
| 6     | KOR  | Hwang Sun-woo Kim Woo-min Yang Jae-hoon Lee Ho-joon                | 7:04,07 min |
| 7     | GER  | Lukas Märtens Rafael Miroslaw Josha Salchow Timo Sorgius           | 7:06,14 min |
| 8     | BRA  | Murilo Sartori Guilherme Costa Fernando Scheffer Luiz Altamir Melo | 7:06,43 min |

#### 4 × 100 m Lagen
| Platz | Land | Athleten                                                          | Zeit        |
| ----- | ---- | ----------------------------------------------------------------- | ----------- |
| 1     | USA  | Ryan Murphy Nic Fink Dare Rose Jack Alexy                         | 3:27,20 min |
| 2     | CHN  | Xu Jiayu Qin Haiyang Wang Changhao Pan Zhanle                     | 3:29,00 min |
| 3     | AUS  | Bradley Woodward Zac Stubblety-Cook Matthew Temple Kyle Chalmers  | 3:29,62 min |
| 4     | FRA  | Yohann Ndoye-Brouard Léon Marchand Maxime Grousset Hadrien Salvan | 3:29,88 min |
| 5     | GBR  | Oliver Morgan James Wilby Jacob Peters Matt Richards              | 3:30,16 min |
| 6     | JPN  | Ryōsuke Irie Ippei Watanabe Naoki Mizunuma Katsuhiro Matsumoto    | 3:32,58 min |
| 7     | CAN  | Javier Acevedo James Dergousoff Joshua Liendo Ruslan Gaziev       | 3:32,61 min |
| 8     | GER  | Ole Braunschweig Lucas Matzerath Jan Eric Friese Josha Salchow    | 3:32,91 min |

### Frauen

#### 50 m Freistil
| Platz | Land | Athletin           | Zeit    |
| ----- | ---- | ------------------ | ------- |
| 1     | SWE  | Sarah Sjöström     | 23,62 s |
| 2     | AUS  | Shayna Jack        | 24,10 s |
| 3     | CHN  | Zhang Yufei        | 24,15 s |
| 4     | USA  | Abbey Weitzeil     | 24,32 s |
| 5     | AUS  | Emma McKeon        | 23,35 s |
| 6     | CHN  | Cheng Yujie        | 24,45 s |
| 7     | SWE  | Michelle Coleman   | 24,46 s |
| 8     | NED  | Marrit Steenbergen | 24,61 s |

Die Schwedin Sarah Sjöström stellte im Halbfinale mit 23,61 s einen neuen Weltrekord auf.

#### 100 m Freistil
| Platz | Land | Athletin                   | Zeit    |
| ----- | ---- | -------------------------- | ------- |
| 1     | AUS  | Mollie O’Callaghan         | 52,16 s |
| 2     | HKG  | Siobhan Bernadette Haughey | 52,49 s |
| 3     | NED  | Marrit Steenbergen         | 52,71 s |
| 4     | USA  | Kate Douglass              | 52,81 s |
| 5     | AUS  | Emma McKeon                | 52,83 s |
| 6     | USA  | Abbey Weitzeil             | 53,34 s |
| 7     | SWE  | Michelle Coleman           | 53,83 s |
| 8     | CHN  | Yang Junxuan               | 54,09 s |

#### 200 m Freistil
| Platz | Land | Athletin                   | Zeit             |
| ----- | ---- | -------------------------- | ---------------- |
| 1     | AUS  | Mollie O’Callaghan         | 1:52,85 min (WR) |
| 2     | AUS  | Ariarne Titmus             | 1:53,01 min      |
| 3     | CAN  | Summer McIntosh            | 1:53,65 min (WJ) |
| 4     | HKG  | Siobhan Bernadette Haughey | 1:53,96 min      |
| 5     | NED  | Marrit Steenbergen         | 1:55,51 min      |
| 6     | USA  | Bella Sims                 | 1:56,00 min      |
| 7     | GBR  | Freya Anderson             | 1:56,33 min      |
| 8     | CHN  | Liu Yaxin                  | 1:56,97 min      |

#### 400 m Freistil
| Platz | Land | Athletin          | Zeit             |
| ----- | ---- | ----------------- | ---------------- |
| 1     | AUS  | Ariarne Titmus    | 3:55,38 min (WR) |
| 2     | USA  | Katie Ledecky     | 3:58,73 min      |
| 3     | NZL  | Erika Fairweather | 3:59,59 min      |
| 4     | CAN  | Summer McIntosh   | 3:59,94 min      |
| 5     | CHN  | Li Bingjie        | 4:01,65 min      |
| 6     | AUS  | Lani Pallister    | 4:05,17 min      |
| 7     | GER  | Isabel Gose       | 4:05,27 min      |
| 8     | USA  | Bella Sims        | 4:05,37 min      |

#### 800 m Freistil
| Platz | Land | Athletin          | Zeit        |
| ----- | ---- | ----------------- | ----------- |
| 1     | USA  | Katie Ledecky     | 8:08,87 min |
| 2     | CHN  | Li Bingjie        | 8:13,31 min |
| 3     | AUS  | Ariarne Titmus    | 8:13,59 min |
| 4     | ITA  | Simona Quadarella | 8:16,46 min |
| 5     | GER  | Isabel Gose       | 8:17,95 min |
| 6     | USA  | Jillian Cox       | 8:19,73 min |
| 7     | AUS  | Lani Pallister    | 8:21,33 min |
| 8     | NZL  | Erika Fairweather | 8:28,21 min |

#### 1500 m Freistil
| Platz | Land | Athletin                 | Zeit         |
| ----- | ---- | ------------------------ | ------------ |
| 1     | USA  | Katie Ledecky            | 15:26,27 min |
| 2     | ITA  | Simona Quadarella        | 15:43,31 min |
| 3     | CHN  | Li Bingjie               | 15:45,71 min |
| 4     | FRA  | Anastasiia Kirpichnikova | 15:48,53 min |
| 5     | AUS  | Lani Pallister           | 15:49,17 min |
| 6     | GER  | Isabel Gose              | 15:54,58 min |
| 7     | BRA  | Beatriz Dizotti          | 16:03,70 min |
| 8     | USA  | Katie Grimes             | 16:04,21 min |

#### 50 m Rücken
| Platz | Land | Athletin          | Zeit         |
| ----- | ---- | ----------------- | ------------ |
| 1     | AUS  | Kaylee McKeown    | 27,08 s (OC) |
| 2     | USA  | Regan Smith       | 27,11 s      |
| 3     | GBR  | Lauren Cox        | 27,20 s      |
| 4     | CAN  | Kylie Masse       | 27,28 s      |
| 5     | USA  | Katharine Berkoff | 27,38 s      |
| 6     | CAN  | Ingrid Wilm       | 27,41 s      |
| 7     | CHN  | Wang Xueer        | 27,99 s      |
| 8     | FRA  | Analia Pigrée     | 28,04 s      |

#### 100 m Rücken
| Platz | Land | Athletin          | Zeit        |
| ----- | ---- | ----------------- | ----------- |
| 1     | AUS  | Kaylee McKeown    | 57,53 s     |
| 2     | USA  | Regan Smith       | 57,78 s     |
| 3     | USA  | Katharine Berkoff | 58,25 s     |
| 4     | CAN  | Kylie Masse       | 59,09 s     |
| 5     | CAN  | Ingrid Wilm       | 59,31 s     |
| 6     | FRA  | Pauline Mahieu    | 59,72 s     |
| 7     | GBR  | Medi Harris       | 59,84 s     |
| 8     | CHN  | Wan Letian        | 1:00,39 min |

#### 200 m Rücken
| Platz | Land | Athletin        | Zeit        |
| ----- | ---- | --------------- | ----------- |
| 1     | AUS  | Kaylee McKeown  | 2:03,85 min |
| 2     | USA  | Regan Smith     | 2:04,94 min |
| 3     | CHN  | Peng Xuwei      | 2:06,74 min |
| 4     | GBR  | Katie Shanahan  | 2:07,45 min |
| 5     | CAN  | Kylie Masse     | 2:07,52 min |
| 6     | USA  | Rhyan White     | 2:08,43 min |
| 7     | POL  | Laura Bernat    | 2:10,68 min |
| 8     | AUS  | Jenna Forrester | 2:11,44 min |

#### 50 m Brust
| Platz | Land | Athletin         | Zeit         |
| ----- | ---- | ---------------- | ------------ |
| 1     | LTU  | Rūta Meilutytė   | 29,16 s (WR) |
| 2     | USA  | Lilly King       | 29,94 s      |
| 3     | ITA  | Benedetta Pilato | 30,04 s      |
| 4     | RSA  | Lara Van Niekerk | 30,09 s      |
| 5     | ITA  | Anita Bottazzo   | 30,11 s      |
| 6     | CHN  | Tang Qianting    | 30,22 s      |
| 7     | JPN  | Satomi Suzuki    | 30,44 s      |
| 8     | EST  | Eneli Jefimova   | 30,48 s      |

#### 100 m Brust
| Platz | Land | Athletin            | Zeit        |
| ----- | ---- | ------------------- | ----------- |
| 1     | LTU  | Rūta Meilutytė      | 1:04,62 min |
| 2     | RSA  | Tatjana Schoenmaker | 1:05,84 min |
| 3     | USA  | Lydia Jacoby        | 1:05,94 min |
| 4     | USA  | Lilly King          | 1:06,02 min |
| 5     | IRL  | Mona McSharry       | 1:06,07 min |
| 6     | EST  | Eneli Jefimova      | 1:06,36 min |
| 7     | SWE  | Sophie Hansson      | 1:06,61 min |
| 8     | JPN  | Satomi Suzuki       | 1:06,67 min |

#### 200 m Brust
| Platz | Land | Athletin            | Zeit        |
| ----- | ---- | ------------------- | ----------- |
| 1     | RSA  | Tatjana Schoenmaker | 2:20,80 min |
| 2     | USA  | Kate Douglass       | 2:21,23 min |
| 3     | NED  | Tes Schouten        | 2:21,63 min |
| 4     | USA  | Lilly King          | 2:22,25 min |
| 5     | DEN  | Thea Blomsterberg   | 2:22,42 min |
| 6     | LTU  | Kotryna Teterevkova | 2:24,22 min |
| 7     | AUS  | Abbey Harkin        | 2:24,55 min |
| 8     | CAN  | Kelsey Wog          | 2:25,21 min |

#### 50 m Schmetterling
| Platz | Land | Athletin        | Zeit    |
| ----- | ---- | --------------- | ------- |
| 1     | SWE  | Sarah Sjöström  | 24,77 s |
| 2     | CHN  | Zhang Yufei     | 25,05 s |
| 3     | USA  | Gretchen Walsh  | 25,46 s |
| 4     | EGY  | Farida Osman    | 25,62 s |
| 5     | USA  | Torri Huske     | 25,64 s |
| 6     | SWE  | Sara Junevik    | 25,74 s |
| 7     | JPN  | Rikako Ikee     | 25,78 s |
| 8     | FRA  | Mélanie Henique | 25,80 s |

#### 100 m Schmetterling
| Platz | Land | Athletin          | Zeit    |
| ----- | ---- | ----------------- | ------- |
| 1     | CHN  | Zhang Yufei       | 56,12 s |
| 2     | CAN  | Margaret Mac Neil | 56,45 s |
| 3     | USA  | Torri Huske       | 56,61 s |
| 4     | AUS  | Emma McKeon       | 56,88 s |
| 5     | GER  | Angelina Köhler   | 57,05 s |
| 6     | FRA  | Marie Wattel      | 57,13 s |
| 7     | AUS  | Brianna Throssell | 57,34 s |
| 8     | USA  | Gretchen Walsh    | 57,58 s |

#### 200 m Schmetterling
| Platz | Land | Athletin              | Zeit                 |
| ----- | ---- | --------------------- | -------------------- |
| 1     | CAN  | Summer McIntosh       | 2:04,06 min (WJ, AM) |
| 2     | AUS  | Elizabeth Dekkers     | 2:05,46 min          |
| 3     | USA  | Regan Smith           | 2:06,58 min          |
| 4     | BIH  | Lana Pudar            | 2:07,05 min          |
| 5     | JPN  | Airi Mitsui           | 2:07,15 min          |
| 5     | DEN  | Helena Rosendahl Bach | 2:07,15 min          |
| 7     | GBR  | Laura Stephens        | 2:07,23 min          |
| 8     | USA  | Lindsay Looney        | 2:07,90 min          |

#### 200 m Lagen
| Platz | Land | Athletin           | Zeit        |
| ----- | ---- | ------------------ | ----------- |
| 1     | USA  | Kate Douglass      | 2:07,17 min |
| 2     | USA  | Alex Walsh         | 2:07,97 min |
| 3     | CHN  | Yu Yiting          | 2:08,74 min |
| 4     | AUS  | Jenna Forrester    | 2:08,98 min |
| 5     | ISR  | Anastasia Gorbenko | 2:10,08 min |
| 6     | JPN  | Yui Ōhashi         | 2:11,27 min |
| 7     | NED  | Marrit Steenbergen | 2:11,89 min |
| 8     | CHN  | Ye Shiwen          | 2:14,27 min |

#### 400 m Lagen
| Platz | Land | Athletin        | Zeit        |
| ----- | ---- | --------------- | ----------- |
| 1     | CAN  | Summer McIntosh | 4:27,11 min |
| 2     | USA  | Katie Grimes    | 4:31,41 min |
| 3     | AUS  | Jenna Forrester | 4:32,30 min |
| 4     | USA  | Alex Walsh      | 4:34,36 min |
| 5     | GBR  | Freya Colbert   | 4:35,28 min |
| 6     | ITA  | Sara Franceschi | 4:37,73 min |
| 7     | GBR  | Katie Shanahan  | 4:41,29 min |
| 8     | JPN  | Mio Narita      | 4:42,14 min |

#### 4 × 100 m Freistil
| Platz | Land | Athletinnen                                                    | Zeit             |
| ----- | ---- | -------------------------------------------------------------- | ---------------- |
| 1     | AUS  | Mollie O’Callaghan Shayna Jack Meg Harris Emma McKeon          | 3:27,96 min (WR) |
| 2     | USA  | Gretchen Walsh Abbey Weitzeil Olivia Smoliga Kate Douglass     | 3:31,93 min      |
| 3     | CHN  | Cheng Yujie Yang Junxuan Wu Qingfeng Zhang Yufei               | 3:32,40 min (AS) |
| 4     | GBR  | Anna Hopkin Lucy Hope Abbie Wood Freya Anderson                | 3:33,90 min      |
| 5     | SWE  | Sarah Sjöström Michelle Coleman Sara Junevik Louise Hansson    | 3:34,17 min      |
| 6     | NED  | Kim Busch Sam van Nunen Milou van Wijk Marrit Steenbergen      | 3:35,41 min      |
| 7     | CAN  | Summer McIntosh Maggie Mac Neil Mary-Sophie Harvey Taylor Ruck | 3:35,62 min      |
| 8     | JPN  | Rikako Ikee Nagisa Ikemoto Yume Jinno Rio Shirai               | 3:38,61 min      |

#### 4 × 200 m Freistil
| Platz | Land | Athletinnen                                                                   | Zeit             |
| ----- | ---- | ----------------------------------------------------------------------------- | ---------------- |
| 1     | AUS  | Mollie O’Callaghan Shayna Jack Brianna Throssell Ariarne Titmus               | 7:37,50 min (WR) |
| 2     | USA  | Erin Gemmell Katie Ledecky Bella Sims Alex Shackell                           | 7:41,38 min      |
| 3     | CHN  | Li Bingjie Li Jiaping Ai Yanhan Liu Yaxin                                     | 7:44,40 min      |
| 4     | GBR  | Freya Colbert Lucy Hope Abbie Wood Freya Anderson                             | 7:46,63 min      |
| 5     | CAN  | Mary-Sophie Harvey Summer McIntosh Emma O’Croinin Brooklyn Douthwright        | 7:49,98 min      |
| 6     | NED  | Janna van Kooten Imani de Jong Silke Holkenborg Marrit Steenbergen            | 7:52,93 min      |
| 7     | HUN  | Nikolett Pádár Minna Ábrahám Dóra Molnár Ajna Késely                          | 7:54,65 min      |
| 8     | BRA  | Stephanie Balduccini Maria Fernanda Costa Gabrielle Roncatto Nathália Almeida | 7:59,10 min      |

#### 4 × 100 m Lagen
| Platz | Land | Athletinnen                                                   | Zeit        |
| ----- | ---- | ------------------------------------------------------------- | ----------- |
| 1     | USA  | Regan Smith Lilly King Gretchen Walsh Kate Douglass           | 3:52,08 min |
| 2     | AUS  | Kaylee McKeown Abbey Harkin Emma McKeon Mollie O’Callaghan    | 3:53,37 min |
| 3     | CAN  | Kylie Masse Sophie Angus Maggie Mac Neil Summer McIntosh      | 3:54,12 min |
| 4     | CHN  | Wan Letian Tang Qianting Zhang Yufei Cheng Yujie              | 3:54,57 min |
| 5     | SWE  | Michelle Coleman Sophie Hansson Louise Hansson Sarah Sjöström | 3:56,32 min |
| 6     | JPN  | Rio Shirai Satomi Suzuki Ai Soma Rikako Ikee                  | 3:58,02 min |
| 7     | NED  | Kira Toussaint Tes Schouten Kim Busch Marrit Steenbergen      | 3:58,09 min |
| 8     | FRA  | Pauline Mahieu Charlotte Bonnet Marie Wattel Lison Nowaczyk   | 3:59,24 min |

### Gemischte Staffeln

#### 4 × 100 m Freistil
| Platz | Land | Athlet/in                                                                | Zeit             |
| ----- | ---- | ------------------------------------------------------------------------ | ---------------- |
| 1     | AUS  | Jack Cartwright Kyle Chalmers Shayna Jack Mollie O’Callaghan             | 3:18,83 min (WR) |
| 2     | USA  | Jack Alexy Matt King Abbey Weitzeil Kate Douglass                        | 3:20,82 min      |
| 3     | GBR  | Matthew Richards Duncan Scott Anna Hopkin Freya Anderson                 | 3:21,68 min (ER) |
| 4     | CAN  | Joshua Liendo Ruslan Gaziev Maggie Mac Neil Mary-Sophie Harvey           | 3:23,82 min      |
| 5     | ITA  | Alessandro Miressi Thomas Ceccon Costanza Cocconcelli Sofia Morini       | 3:24,53 min      |
| 6     | BRA  | Guilherme Caribé Felipe Ribeiro Ana Carolina Vieira Stephanie Balduccini | 3:25,21 min      |
| 7     | JPN  | Tomonobu Gomi Katsumi Nakamura Nagisa Ikemoto Yume Jinno                 | 3:26,96 min      |
| 8     | GER  | Peter Varjasi Rafael Miroslaw Nele Schulze Nina Holt                     | 3:27,18 min      |

#### 4 × 100 m Lagen
| Platz | Land | Athlet/in                                                       | Zeit        |
| ----- | ---- | --------------------------------------------------------------- | ----------- |
| 1     | CHN  | Xu Jiayu Qin Haiyang Zhang Yufei Cheng Yujie                    | 3:38,57 min |
| 2     | AUS  | Kaylee McKeown Zac Stubblety-Cook Matthew Temple Shayna Jack    | 3:39,93 min |
| 3     | USA  | Ryan Murphy Nic Fink Torri Huske Kate Douglass                  | 3:40,19 min |
| 4     | NED  | Maaike de Waard Arno Kamminga Nyls Korstanje Marrit Steenbergen | 3:41,81 min |
| 5     | GBR  | Medi Harris James Wilby Jacob Peters Anna Hopkin                | 3:43,20 min |
| 6     | CAN  | Kylie Masse James Dergousoff Margaret Mac Neil Ruslan Gaziev    | 3:43,72 min |
| 7     | JPN  | Ryōsuke Irie Ippei Watanabe Ai Soma Rikako Ikee                 | 3:45,33 min |
| 8     | GER  | Ole Braunschweig Lucas Matzerath Angelina Köhler Nele Schulze   | 3:45,62 min |

## Ergebnisse Freiwasserschwimmen
Im Rahmen der Freiwasserwettbewerbe fanden erstmalig keine Entscheidungen über die 25 km statt, nachdem dies von der FINA mit Verweis auf geringe Teilnehmerzahl und hohe Kosten aus dem Programm gestrichen wurde.

### Männer

#### 5 km
| Platz | Land | Athleten             | Zeit        |
| ----- | ---- | -------------------- | ----------- |
| 1     | GER  | Florian Wellbrock    | 53:58,0 min |
| 2     | ITA  | Gregorio Paltrinieri | +4,5 s      |
| 3     | ITA  | Domenico Acerenza    | +6,2 s      |
| 4     | GER  | Oliver Klemet        | +59,2 s     |
| 5     | HUN  | Dávid Betlehem       | +1:00,6 min |
| 6     | GRE  | Athanasios Kynigakis | +1:00,6 min |
| 7     | HUN  | Kristóf Rasovszky    | +1:25,6 min |
| 8     | AUS  | Kyle Lee             | +1:34,7 min |

#### 10 km
| Platz | Land | Athleten             | Zeit        |
| ----- | ---- | -------------------- | ----------- |
| 1     | GER  | Florian Wellbrock    | 1:50:40,3 h |
| 2     | HUN  | Kristóf Rasovszky    | +18,7 s     |
| 3     | GER  | Oliver Klemet        | +20,5 s     |
| 4     | ITA  | Domenico Acerenza    | +36,4 s     |
| 5     | ITA  | Gregorio Paltrinieri | +1:00,4 min |
| 6     | GRE  | Athanasios Kynigakis | +1:01,8 min |
| 7     | AUS  | Nicholas Sloman      | +1:01,9 min |
| 8     | ISR  | Matan Roditi         | +1:03,5 min |

### Frauen

#### 5 km
| Platz | Land | Athleten              | Zeit         |
| ----- | ---- | --------------------- | ------------ |
| 1     | GER  | Leonie Beck           | 59:31,70 min |
| 2     | NED  | Sharon van Rouwendaal | +1,0 s       |
| 3     | BRA  | Ana Marcela Cunha     | +2,2 s       |
| 4     | POR  | Angélica André        | +3,9 s       |
| 5     | ITA  | Barbara Pozzobon      | +4,1 s       |
| 6     | BRA  | Viviane Jungblut      | +6,5 s       |
| 7     | FRA  | Aurélie Muller        | +8,4 s       |
| 8     | HUN  | Bettina Fábián        | +12,5 s      |

#### 10 km
| Platz | Land | Athleten              | Zeit        |
| ----- | ---- | --------------------- | ----------- |
| 1     | GER  | Leonie Beck           | 2:02:34,0 h |
| 2     | AUS  | Chelsea Gubecka       | +4,1 s      |
| 3     | USA  | Katie Grimes          | +8,3 s      |
| 4     | NED  | Sharon van Rouwendaal | +8,4 s      |
| 5     | BRA  | Ana Marcela Cunha     | +8,5 s      |
| 6     | ITA  | Ginevra Taddeucci     | +12,7 s     |
| 7     | GER  | Lea Boy               | +38,9 s     |
| 8     | USA  | Mariah Denigan        | +39,5 s     |

### Team

#### 4 × 1,5 km
| Platz | Land | Athlet/in                                                                 | Zeit        |
| ----- | ---- | ------------------------------------------------------------------------- | ----------- |
| 1     | ITA  | Barbara Pozzobon Ginevra Taddeucci Domenico Acerenza Gregorio Paltrinieri | 1:10:31,2 h |
| 2     | HUN  | Bettina Fábián Anna Olasz Kristóf Rasovszky Dávid Betlehem                | +4,1 s      |
| 3     | AUS  | Chelsea Gubecka Moesha Johnson Nicholas Sloman Kyle Lee                   | +55,5 s     |
| 4     | GER  | Lea Boy Leonie Beck Rob Muffels Oliver Klemet                             | +55,7 s     |
| 5     | FRA  | Anastasiia Kirpichnikova Logan Fontaine Aurélie Muller David Aubry        | +1:09,4 min |
| 6     | BRA  | Ana Marcela Cunha Viviane Jungblut Diogo Villarinho Alexandre Finco       | +2:36,2 min |
| 7     | JPN  | Airi Ebina Kaito Tsujimoto Ichika Kajimoto Kaiki Furuhata                 | +3:07,3 min |
| 8     | ESP  | Carlos Garach Guillem Pujol Ángela Martínez Paula Otero                   | +3:10,6 min |

## Ergebnisse Wasserspringen

### Männer

#### 1-Meter-Einzel (Sprungbrett)
| Platz | Land | Athlet          | Punkte |
| ----- | ---- | --------------- | ------ |
| 1     | CHN  | Peng Jianfeng   | 440,45 |
| 2     | MEX  | Osmar Olvera    | 428,85 |
| 3     | CHN  | Zheng Jiuyuan   | 418,30 |
| 4     | MEX  | Juan Celaya     | 406,25 |
| 5     | AUS  | Li Shixin       | 400,55 |
| 6     | GER  | Moritz Wesemann | 388,55 |
| 7     | KOR  | Woo Ha-ram      | 385,50 |
| 8     | GBR  | Jordan Houlden  | 382,90 |

#### 3-Meter-Einzel (Sprungbrett)
| Platz | Land | Athlet            | Punkte |
| ----- | ---- | ----------------- | ------ |
| 1     | CHN  | Wang Zongyuan     | 538,10 |
| 2     | MEX  | Osmar Olvera      | 507,50 |
| 3     | CHN  | Long Daoyi        | 499,75 |
| 4     | USA  | Andrew Capobianco | 448,00 |
| 5     | MEX  | Rodrigo Diego     | 439,80 |
| 6     | GBR  | Daniel Goodfellow | 438,05 |
| 7     | GER  | Moritz Wesemann   | 433,35 |
| 8     | GER  | Lars Rüdiger      | 408,25 |

#### 10-Meter-Einzel (Plattform Turm)
| Platz | Land | Athlet                | Punkte |
| ----- | ---- | --------------------- | ------ |
| 1     | AUS  | Cassiel Rousseau      | 520,85 |
| 2     | CHN  | Lian Junjie           | 512,35 |
| 3     | CHN  | Yang Hao              | 504,00 |
| 4     | GBR  | Noah Williams         | 499,10 |
| 5     | GBR  | Kyle Kothari          | 497,35 |
| 6     | UKR  | Oleksij Sereda        | 475,55 |
| 7     | CAN  | Nathan Zsombor-Murray | 468,00 |
| 8     | MEX  | Randal Willars        | 465,55 |

#### 3-Meter-Synchron (Sprungbrett)
| Platz | Land | Athleten                         | Punkte |
| ----- | ---- | -------------------------------- | ------ |
| 1     | CHN  | Long Daoyi Wang Zongyuan         | 459,18 |
| 2     | GBR  | Anthony Harding Jack Laugher     | 424,62 |
| 3     | FRA  | Jules Bouyer Alexis Jandard      | 389,10 |
| 4     | USA  | Tyler Downs Greg Duncan          | 385,23 |
| 5     | ESP  | Adrián Abadía Nicolás García     | 383,61 |
| 6     | ITA  | Lorenzo Marsaglia Giovanni Tocci | 380,97 |
| 7     | JPN  | Yuto Araki Haruki Suyama         | 375,90 |
| 8     | SUI  | Jonathan Suckow Guillaume Dutoit | 372,33 |

#### 10-Meter-Synchron (Plattform Turm)
| Platz | Land | Athleten                                   | Punkte |
| ----- | ---- | ------------------------------------------ | ------ |
| 1     | CHN  | Lian Junjie Yang Hao                       | 477,75 |
| 2     | UKR  | Kirill Boljuch Oleksij Sereda              | 439,32 |
| 3     | MEX  | Kevin Berlín Randal Willars                | 434,16 |
| 4     | GBR  | Matty Lee Noah Williams                    | 419,82 |
| 5     | AUS  | Domonic Bedggood Cassiel Rousseau          | 407,46 |
| 6     | USA  | Brandon Loschiavo Jordan Rzepka            | 375,90 |
| 7     | POL  | Filip Jachim Robert Łukaszewicz            | 371,58 |
| 8     | ITA  | Riccardo Giovannini Eduard Timbretti Gugiu | 368,79 |

#### 27-Meter-Einzel (Klippe)
| Platz | Land | Athleten            | Punkte |
| ----- | ---- | ------------------- | ------ |
| 1     | ROU  | Constantin Popovici | 472,80 |
| 2     | ROU  | Cătălin Preda       | 438,45 |
| 3     | FRA  | Gary Hunt           | 426,30 |
| 4     | UKR  | Oleksij Pryhorow    | 423,15 |
| 5     | GBR  | Aidan Heslop        | 413,05 |
| 6     | ESP  | Carlos Gimeno       | 396,00 |
| 7     | USA  | James Lichtenstein  | 390,20 |
| 8     | COL  | Miguel García Celis | 374,40 |

### Frauen

#### 1-Meter-Einzel (Sprungbrett)
| Platz | Land | Athletin          | Punkte |
| ----- | ---- | ----------------- | ------ |
| 1     | CHN  | Lin Shan          | 318,60 |
| 2     | CHN  | Li Yajie          | 306,35 |
| 3     | MEX  | Aranza Vázquez    | 285,05 |
| 4     | CAN  | Pamela Ware       | 284,40 |
| 5     | EGY  | Maha Eissa        | 264,55 |
| 6     | ITA  | Chiara Pellacani  | 260,85 |
| 7     | USA  | Hailey Hernandez  | 259,20 |
| 8     | SUI  | Michelle Heimberg | 258,35 |

#### 3-Meter-Einzel (Sprungbrett)
| Platz | Land | Athletin             | Punkte |
| ----- | ---- | -------------------- | ------ |
| 1     | CHN  | Chen Yiwen           | 359,50 |
| 2     | CHN  | Chang Yani           | 341,50 |
| 3     | CAN  | Pamela Ware          | 332,00 |
| 4     | AUS  | Maddison Keeney      | 327,95 |
| 5     | ITA  | Chiara Pellacani     | 308,15 |
| 6     | USA  | Hailey Hernandez     | 307,15 |
| 7     | JPN  | Sayaka Mikami        | 305,25 |
| 8     | SWE  | Emilia Nilsson Garip | 302,00 |

#### 10-Meter-Einzel (Plattform Turm)
| Platz | Land | Athletin         | Punkte |
| ----- | ---- | ---------------- | ------ |
| 1     | CHN  | Chen Yuxi        | 457,85 |
| 2     | CHN  | Quan Hongchan    | 445,60 |
| 3     | CAN  | Caeli McKay      | 340,25 |
| 4     | MEX  | Gabriela Agúndez | 325,35 |
| 5     | GBR  | Lois Toulson     | 319,30 |
| 6     | USA  | Delaney Schnell  | 313,95 |
| 7     | MEX  | Alejandra Orozco | 313,40 |
| 8     | ESP  | Ana Carvajal     | 311,70 |

#### 3-Meter-Synchron (Sprungbrett)
| Platz | Land | Athletinnen                       | Punkte |
| ----- | ---- | --------------------------------- | ------ |
| 1     | CHN  | Chang Yani Chen Yiwen             | 341,94 |
| 2     | GBR  | Yasmin Harper Scarlett Mew Jensen | 296,58 |
| 3     | ITA  | Elena Bertocchi Chiara Pellacani  | 285,99 |
| 4     | USA  | Sarah Bacon Kassidy Cook          | 285,39 |
| 5     | CAN  | Mia Vallée Pamela Ware            | 284,22 |
| 6     | AUS  | Brittany O’Brien Georgia Sheehan  | 279,60 |
| 7     | MEX  | Arantxa Chávez Paola Pineda       | 274,50 |
| 8     | MYS  | Yan Yee Ng Nur Dhabitah Sabri     | 272,94 |

#### 10-Meter-Synchron (Plattform Turm)
| Platz | Land | Athletinnen                            | Punkte |
| ----- | ---- | -------------------------------------- | ------ |
| 1     | CHN  | Chen Yuxi Quan Hongchan                | 369,84 |
| 2     | GBR  | Andrea Spendolini-Sirieix Lois Toulson | 311,76 |
| 3     | USA  | Jessica Parratto Delaney Schnell       | 294,42 |
| 4     | MEX  | Gabriela Agúndez Alejandra Orozco      | 291,18 |
| 5     | JPN  | Matsuri Arai Minami Itahashi           | 284,76 |
| 6     | GER  | Christina Wassen Elena Wassen          | 283,08 |
| 7     | ESP  | Valeria Antolino Ana Carvajal          | 280,38 |
| 8     | CAN  | Caeli McKay Kate Miller                | 279,93 |

#### 20-Meter-Einzel (Klippe)
| Platz | Land | Athletin         | Punkte |
| ----- | ---- | ---------------- | ------ |
| 1     | AUS  | Rhiannan Iffland | 357,40 |
| 2     | CAN  | Molly Carlson    | 322,80 |
| 3     | CAN  | Jessica Macaulay | 320,95 |
| 4     | CAN  | Simone Leathead  | 312,40 |
| 5     | USA  | Meili Carpenter  | 299,55 |
| 6     | AUS  | Xantheia Pennisi | 290,20 |
| 7     | COL  | María Quintero   | 288,60 |
| 8     | BRA  | Patricia Valente | 264,20 |

### Mixed

#### 3-Meter-Synchron (Sprungbrett)
| Platz | Land | Athlet/in                           | Punkte |
| ----- | ---- | ----------------------------------- | ------ |
| 1     | CHN  | Zhu Zifeng Lin Shan                 | 326,10 |
| 2     | AUS  | Maddison Keeney Domonic Bedggood    | 307,38 |
| 3     | ITA  | Chiara Pellacani Matteo Santoro     | 294,12 |
| 4     | KOR  | Yi Jae-gyeong Kim Su-ji             | 281,46 |
| 5     | SWE  | Emilia Nilsson Garip Elias Petersen | 276,60 |
| 6     | MEX  | Jahir Ocampo Aranza Vázquez         | 273,90 |
| 7     | GER  | Jana Lisa Rother Alexander Lube     | 270,45 |
| 8     | USA  | Krysta Palmer Jack Ryan             | 263,88 |

#### 10-Meter-Synchron (Plattform Turm)
| Platz | Land | Athlet/in                                    | Punkte |
| ----- | ---- | -------------------------------------------- | ------ |
| 1     | CHN  | Wang Feilong Zhang Jiaqi                     | 339,54 |
| 2     | MEX  | Diego Balleza Viviana del Ángel              | 313,44 |
| 3     | JPN  | Hiroki Itō Minami Itahashi                   | 305,34 |
| 4     | UKR  | Kirill Boljuch Ksenija Bajlo                 | 295,44 |
| 5     | CAN  | Nathan Zsombor-Murray Kate Miller            | 290,43 |
| 6     | ITA  | Eduard Timbretti Gugiu Sarah Jodoin Di Maria | 278,58 |
| 7     | PUR  | Emanuel Vázquez Maycey Vieta                 | 276,84 |
| 8     | CUB  | Carlos Ramos Anisley García                  | 262,05 |

#### Team
Kombinationswettbewerb im Einzel- und Synchronspringen vom 3-Meter-Sprungbrett und vom 10-Meter-Turm (jeweils eine Frau und ein Mann im Einzel und einmal beide zusammen im Synchronspringen; die Punkte aller sechs Sprünge, einmal vom Brett und einmal vom Turm, wurden aufsummiert)
| Platz | Land | Athleten                                                                        | Punkte |
| ----- | ---- | ------------------------------------------------------------------------------- | ------ |
| 1     | CHN  | Bai Yuming Zhang Minjie Zheng Jiuyuan Si Yajie                                  | 489,65 |
| 2     | MEX  | Gabriela Agúndez Jahir Ocampo Randal Willars Aranza Vázquez                     | 455,35 |
| 3     | GER  | Christina Wassen Moritz Wesemann Lena Hentschel Timo Barthel                    | 432,15 |
| 4     | AUS  | Maddison Keeney Li Shixin Nikita Hains Cassiel Rousseau                         | 426,15 |
| 5     | USA  | Jessica Parratto Jordan Rzepka Krysta Palmer Jack Ryan                          | 421,40 |
| 6     | ESP  | Valeria Antolino Rocío Velázquez Alberto Arévalo Carlos Camacho                 | 400,00 |
| 7     | ITA  | Eduard Timbretti Gugiu Sarah Jodoin Di Maria Chiara Pellacani Lorenzo Marsaglia | 365,85 |
| 8     | KOR  | Cho Eun-bi Yi Jae-gyeong Kim Yeong-taek Kim Su-ji                               | 345,60 |

## Ergebnisse Synchronschwimmen

### Frauen

#### Solo (technisches Programm)
| Platz | Land | Athletin           | Punkte   |
| ----- | ---- | ------------------ | -------- |
| 1     | JPN  | Yukiko Inui        | 276,5717 |
| 2     | AUT  | Vasiliki Alexandri | 264,42   |
| 3     | ESP  | Iris Tió           | 254,21   |

#### Solo (freies Programm)
| Platz | Land | Athletin           | Punkte   |
| ----- | ---- | ------------------ | -------- |
| 1     | JPN  | Yukiko Inui        | 254,6062 |
| 2     | AUT  | Vasiliki Alexandri | 229,3251 |
| 3     | GBR  | Kate Shortman      | 219,9542 |

#### Duett (technisches Programm)
| Platz | Land | Athletinnen                     | Punkte   |
| ----- | ---- | ------------------------------- | -------- |
| 1     | JPN  | Moe Higa Mashiro Yasunaga       | 273,9500 |
| 2     | ITA  | Linda Cerruti Lucrezia Ruggiero | 263,0334 |
| 3     | ESP  | Alisa Ozhogina Iris Tió         | 257,8368 |

#### Duett (freies Programm)
| Platz | Land | Athletinnen                                  | Punkte   |
| ----- | ---- | -------------------------------------------- | -------- |
| 1     | AUT  | Anna-Maria Alexandri Eirini-Marina Alexandri | 255,4583 |
| 2     | CHN  | Wang Liuyi Wang Qianyi                       | 255,2480 |
| 3     | JPN  | Moe Higa Mashiro Yasunaga                    | 249,516  |

#### Mannschaft (technisches Programm)
| Platz | Land | Athletin | Punkte   |
| ----- | ---- | --- | -------- |
| 1     | ESP  | Cristina Arámbula Marina García Polo Meritxell Mas Alisa Ozhogina Paula Ramírez Sara Saldaña Iris Tió Blanca Toledano            | 281,6893 |
| 2     | ITA  | Linda Cerruti Marta Iacoacci Sofia Mastroianni Enrica Piccoli Lucrezia Ruggiero Isotta Sportelli Giulia Vernice Francesca Zunino | 274,5155 |
| 3     | USA  | Anita Álvarez Jaime Czarkowski Megumi Field Audrey Kwon Jacklyn Luu Daniella Ramirez Ruby Remati Natalia Vega                    | 273,7396 |

#### Mannschaft (freies Programm)
| Platz | Land | Athletin | Punkte   |
| ----- | ---- | --- | -------- |
| 1     | CHN  | Chang Hao Feng Yu Wang Ciyue Wang Liuyi Wang Qianyi Xiang Binxuan Xiao Yanning Zhang Yayi                                                                     | 329,1687 |
| 2     | JPN  | Moe Higa Moeka Kijima Uta Kobayashi Ayano Shimada Ami Wada Akane Yanagisawa Mashiro Yasunaga Megumu Yoshida                                                   | 317,8085 |
| 3     | UKR  | Maryna Aleksijiwa Wladyslawa Aleksijiwa Marta Fjedina Weronika Hryschko Darja Moschynska Anhelina Owtschynnikowa Anastassija Schmonina Walerija Tyschtschenko | 256,2415 |

### Männer

#### Solo (technisches Programm)
| Platz | Land | Athlet                | Punkte   |
| ----- | ---- | --------------------- | -------- |
| 1     | ESP  | Fernando Díaz del Río | 224,5550 |
| 2     | USA  | Kenneth Gaudet        | 216,8000 |
| 3     | KAZ  | Eduard Kim            | 216,0000 |

#### Solo (freies Programm)
| Platz | Land | Athlet          | Punkte   |
| ----- | ---- | --------------- | -------- |
| 1     | ESP  | Dennis González | 193,0334 |
| 2     | COL  | Gustavo Sánchez | 189,9625 |
| 3     | USA  | Kenneth Gaudet  | 179,5562 |

### Mixed

#### Mixed Duett (technisches Programm)
| Platz | Land | Athleten                    | Punkte   |
| ----- | ---- | --------------------------- | -------- |
| 1     | JPN  | Tomoka Satō Yotaro Satō     | 255,5066 |
| 2     | ESP  | Emma García Dennis González | 248,0499 |
| 3     | CHN  | Cheng Wentao Shi Haoyu      | 247,3033 |

#### Mixed Duett (freies Programm)
| Platz | Land | Athleten                           | Punkte   |
| ----- | ---- | ---------------------------------- | -------- |
| 1     | CHN  | Cheng Wentao Shi Haoyu             | 225,1020 |
| 2     | KAZ  | Itzamary González Diego Villalobos | 192,5500 |
| 3     | ESP  | Dennis González Mireia Hernández   | 183,4207 |

#### Akrobatik Routine
| Platz | Land | Athleten | Punkte   |
| ----- | ---- | --- | -------- |
| 1     | CHN  | Chang Hao Cheng Wentao Feng Yu Shi Haoyu Wang Ciyue Xiang Binxuan Xiao Yanning Zhang Yayi                          | 238,0033 |
| 2     | USA  | Anita Alvarez Jaime Czarkowski Nicole Malina Dzurko Keana Hunter Audrey Kwon Calista Liu Bill May Daniella Ramirez | 232,4033 |
| 3     | JPN  | Moka Fuji Ikoi Hirota Moeka Kijima Tomoka Satō Yotaro Satō Hikari Suzuki Akane Yanagisawa Megumu Yoshida           | 220,5867 |

## Ergebnisse Wasserball
→ Hauptartikel: Wasserball-Weltmeisterschaften 2023

### Männer
| Platz | Land               |
| ----- | ------------------ |
| 1     | Ungarn             |
| 2     | Griechenland       |
| 3     | Spanien            |
| 4     | Serbien            |
| 5     | Italien            |
| 6     | Frankreich         |
| 7     | Vereinigte Staaten |
| 8     | Montenegro         |

### Frauen
| Platz | Land               |
| ----- | ------------------ |
| 1     | Niederlande        |
| 2     | Spanien            |
| 3     | Italien            |
| 4     | Australien         |
| 5     | Vereinigte Staaten |
| 6     | Ungarn             |
| 7     | Griechenland       |
| 8     | Kanada             |